# Андріївський район (Запорізька область)

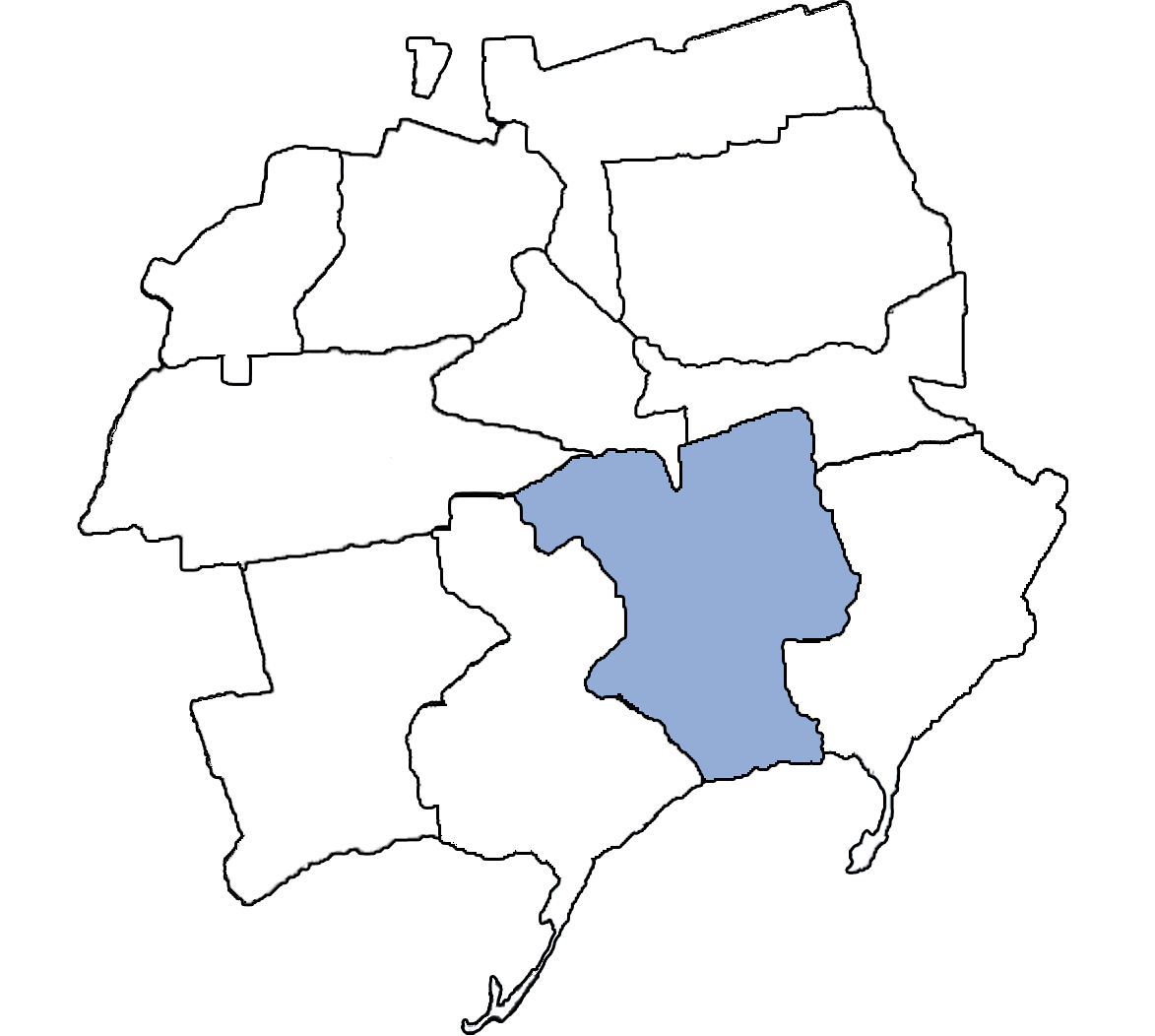
Розташування району в Бердянській окрузі.

Андріївський район (до 1924 року — Ново-Павлівський; рос. Андреевский район) — адміністративний район СРСР, існував з 1923 по 1930 і з 1935 по 1962 роки в складі УРСР. Центр — село Ново-Павлівка (до грудня 1924), село (з 1957 — смт) Андріївка (1924–1930, 1935–1962).

## Історія
7 березня 1923 року в складі Бердянської округи Катеринославської губернії утворений Ново-Павлівський район з центром у селі Ново-Павлівці.
10 грудня 1924 року центр перенесено до Андріївки, район перейменовано на Андріївський.
Станом на 1 січня 1925 року район мав площу 1042 км² і населення 39 519 осіб, будучи найбільшим за площею і населенням районом в окрузі.
3 червня 1925 року Андріївський район у складі селищ Андріївки, Успенівки, Єлисеївки, Ново-Троїцького, Софіївки, Єлисаветівки з приєднанням села Богородицького Ногайського району був переданий до Маріупольської округи; Дмитрівська і Ново-Павлівська сільські ради Андріївського району ввійшли до Ногайського району Мелітопольської округи. Решта території району ввійшла до складу новоствореного Романовського району Мелітопольської округи.
2 вересня 1930 року ліквідований з приєднанням території до Бердянського району.
17 лютого 1935 року відновлений у складі Дніпропетровської області.
Станом на кінець 1935 року площа району становила 990 км², населення — 35,5 тис. мешканців (1933), до складу району входило 16 сільських рад.
10 січня 1939 року ввійшов до складу Запорізької області.
У 1941–1943 роках Андріївський район входив до Бердянської округи Дніпропетровського генерального округу.
30 грудня 1962 року район скасовано. Його територія ввійшла до Куйбишевського (Берестівська сільська рада) і Бердянського районів.